# RALGDS
Estimulador de disociación de nucleótidos de guanina ral (RALGDS) es una proteína que en los humanos está codificado por el gen RALGDS.

## Interacciones
RALGDS ha sido mostrado para interaccionar con:
- Arrestin beta 1,[3]
- Arrestin beta 2,[3]
- HRAS,[1][4][5][6][7][8][9][10]
- KRAS,[4][6]
- MRAS,[11][12]
- RAP1A,[5][13]
- RAP2A,[13]
- RAPGEF2,[4]  y
- RRAS.[4]